# Deuxième tour des éliminatoires de la zone Amérique du Nord, Amérique centrale et Caraïbes de la Coupe du monde de football 2022
Cet article donne les résultats du deuxième tour de la zone Amérique du Nord, Amérique centrale et Caraïbes pour les éliminatoires de la Coupe du monde 2022.

## Format
Les six qualifiés du premier tour s'affrontent en matchs aller-retour à élimination directe. Les trois vainqueurs se qualifient pour le tour final.
Les rencontres se déroulent les 12 et 15 juin 2021.

## Matchs
| Équipe                     | Aller | Total | Retour | Équipe   |
| -------------------------- | ----- | ----- | ------ | -------- |
| Saint-Christophe-et-Niévès | 0 - 4 | 0 - 6 | 0 - 2  | Salvador |
| Haïti                      | 0 - 1 | 0 - 4 | 0 - 3  | Canada   |
| Panama                     | 2 - 1 | 2 - 1 | 0 - 0  | Curaçao  |

## Résultats
| Aller              | Saint-Christophe-et-Niévès   | 0 - 4   | Salvador                                      | Warner Park, Basseterre                                |                                                        |
| 12 juin 2021 16h00 |                              | (0 - 3) | 3e 27e Rugamas · 20e Pérez · 64e (pen.) Cerén | Spectateurs : 0 (huis clos) Arbitrage : Kevin Morrison | Spectateurs : 0 (huis clos) Arbitrage : Kevin Morrison |
| 12 juin 2021 16h00 | Maynard 79e · Panayiotou 79e | Rapport | 48e González                                  | Spectateurs : 0 (huis clos) Arbitrage : Kevin Morrison | Spectateurs : 0 (huis clos) Arbitrage : Kevin Morrison |

| Retour             | Salvador              | 2 - 0   | Saint-Christophe-et-Niévès | Stade Cuscatlán, San Salvador                          |                                                        |
| 15 juin 2021 19h05 | Perez 24e · Mayén 87e | (1 - 0) |                            | Spectateurs : 0 (huis clos) Arbitrage : Keylor Herrera | Spectateurs : 0 (huis clos) Arbitrage : Keylor Herrera |
| 15 juin 2021 19h05 | Gómez 75e             | Rapport | 38e Williams               | Spectateurs : 0 (huis clos) Arbitrage : Keylor Herrera | Spectateurs : 0 (huis clos) Arbitrage : Keylor Herrera |

| Aller              | Haïti                                    | 0 - 1   | Canada                  | Stade Sylvio-Cator, Port-au-Prince                 |                                                    |
| 12 juin 2021 17h00 |                                          | (0 - 1) | 14e Larin               | Spectateurs : 0 (huis clos) Arbitrage : John Pitti | Spectateurs : 0 (huis clos) Arbitrage : John Pitti |
| 12 juin 2021 17h00 | Pierrot 2e · Simonsen 40e · Geffrard 86e | Rapport | 45+1e Laryea · 50e Kaye | Spectateurs : 0 (huis clos) Arbitrage : John Pitti | Spectateurs : 0 (huis clos) Arbitrage : John Pitti |

| Retour             | Canada                                       | 3 - 0   | Haïti                  | SeatGeek Stadium, Bridgeview ( États-Unis)             |                                                        |
| 15 juin 2021 20h00 | Duverger 46e (csc) · Larin 74e · Hoilett 89e | (0 - 0) |                        | Spectateurs : 0 (huis clos) Arbitrage : Rubiel Vázquez | Spectateurs : 0 (huis clos) Arbitrage : Rubiel Vázquez |
| 15 juin 2021 20h00 | Henry 7e · Hoilett 90+3e                     | Rapport | 42e Alceus · 61e Nazon | Spectateurs : 0 (huis clos) Arbitrage : Rubiel Vázquez | Spectateurs : 0 (huis clos) Arbitrage : Rubiel Vázquez |

| Aller              | Panama                      | 2 - 1   | Curaçao                             | Stade national, Panama                                |                                                       |
| 12 juin 2021 18h00 | Quintero 55e · Waterman 77e | (0 - 0) | 87e Janga                           | Spectateurs : 7 000 Arbitrage : Jaime Herrera Bonilla | Spectateurs : 7 000 Arbitrage : Jaime Herrera Bonilla |
| 12 juin 2021 18h00 |                             | Rapport | 37e Antonia · 40e Anita · 65e Gaari | Spectateurs : 7 000 Arbitrage : Jaime Herrera Bonilla | Spectateurs : 7 000 Arbitrage : Jaime Herrera Bonilla |

| Retour             | Curaçao | 0 - 0   | Panama | Stade Ergilio-Hato, Willemstad              |                                             |
| 15 juin 2021 20h00 |         | (0 - 0) |        | Spectateurs : 2 760 Arbitrage : Marco Ortíz | Spectateurs : 2 760 Arbitrage : Marco Ortíz |
| 15 juin 2021 20h00 | Rapport |         |        | Spectateurs : 2 760 Arbitrage : Marco Ortíz | Spectateurs : 2 760 Arbitrage : Marco Ortíz |